# Sándor Schwartz
Alexandru Sándor Schwartz (n. 18 ianuarie 1909 în Târgu-Mureș - d. 1993) a fost un fotbalist român, care a jucat în  echipa națională de fotbal a României la Campionatul Mondial de Fotbal din 1934 (Italia).